# Kanton Dun-le-Palestel
Dun-le-Palestel is een kanton van het Franse departement Creuse. Het kanton maakt deel uit van het arrondissement Guéret.

## Gemeenten
Het kanton Dun-le-Palestel omvatte tot 2014 de volgende 13 gemeenten:
- La Celle-Dunoise
- La Chapelle-Baloue
- Colondannes
- Crozant
- Dun-le-Palestel (hoofdplaats)
- Fresselines
- Lafat
- Maison-Feyne
- Naillat
- Sagnat
- Saint-Sébastien
- Saint-Sulpice-le-Dunois
- Villard

Door de herindeling van de kanton bij decreet van 17 februari 2014, met uitwerking op 22 maart 2015 werd het kanton uitgebreid met de 4 volgende gemeenten:
- Azerables
- Bazelat
- Nouzerolles
- Saint-Germain-Beaupré